# Преходни метали
Преходни метали са подгрупа на химическите елементи от Периодичната система от елементи, в атомите на които електроните са на d- и f-орбиталите. Те съдържат елементи от група 3 до 12, период от 4 до 7. Всички те са метали, защото имат само един или два валентни електрона. В общ вид електронният строеж може да се представи като {\displaystyle ~(n-1)d^{x}ns^{y}}. По химични свойства те са амфотерни. Думата преходни идва от мястото им в периодичната система. По магнитни свойства те са парамагнетици.
Обединява химичните елементи скандий, титан, ванадий, манган, желязо, кобалт, никел, мед, цинк, иридий, цинк, ниобий, молибден, технеций, рутений, родий, паладий, сребро, кадмий, лутеций, хафний, тантал, волфрам, осмий, иридий, платина, злато и живак.
От тях само технецият е радиоактивен.